# Habitatge a l'avinguda Catalunya, 19 (Vallmoll)
Habitatge a l'avinguda Catalunya, 19 és una obra del municipi de Vallmoll (Alt Camp) protegida com a bé cultural d'interès local.

## Descripció
Es tracta d'un edifici entre mitgeres de planta baixa, pis i golfes. La façana presenta una estructura simètrica i en són elements remarcables: el gran portal central, d'arc escarser, amb carreus de pedra (a la clau de l'arc apareix la data de 1802), i el balcó corregut amb barana de ferro del primer pis. Al voltant de les obertures rectangulars de les golfes es conserven restes de sanefes pintades sobre l'arrebossat.
Una porta lateral d'accés, resultat d'una modificació posterior, mostra la data de 1934 i les inicials J.O. a la tarja d'escala, indicadora del moment de la reforma i dels propietaris que van portar-la a terme.
L'edifici es corona amb cornisa i motllurada.

## Història
Dintre del procés d'urbanització de Vallmoll, aquest edifici, representatiu de l'arquitectura del conjunt del carrer, se situa en l'etapa de creixement del nucli fora muralles, iniciat a les darreries del segle xviii.
L'estructura de l'habitatge ha experimentat diverses modificacions: segona porta d'accés, remodelació de la coberta ...